# Željko Komšić

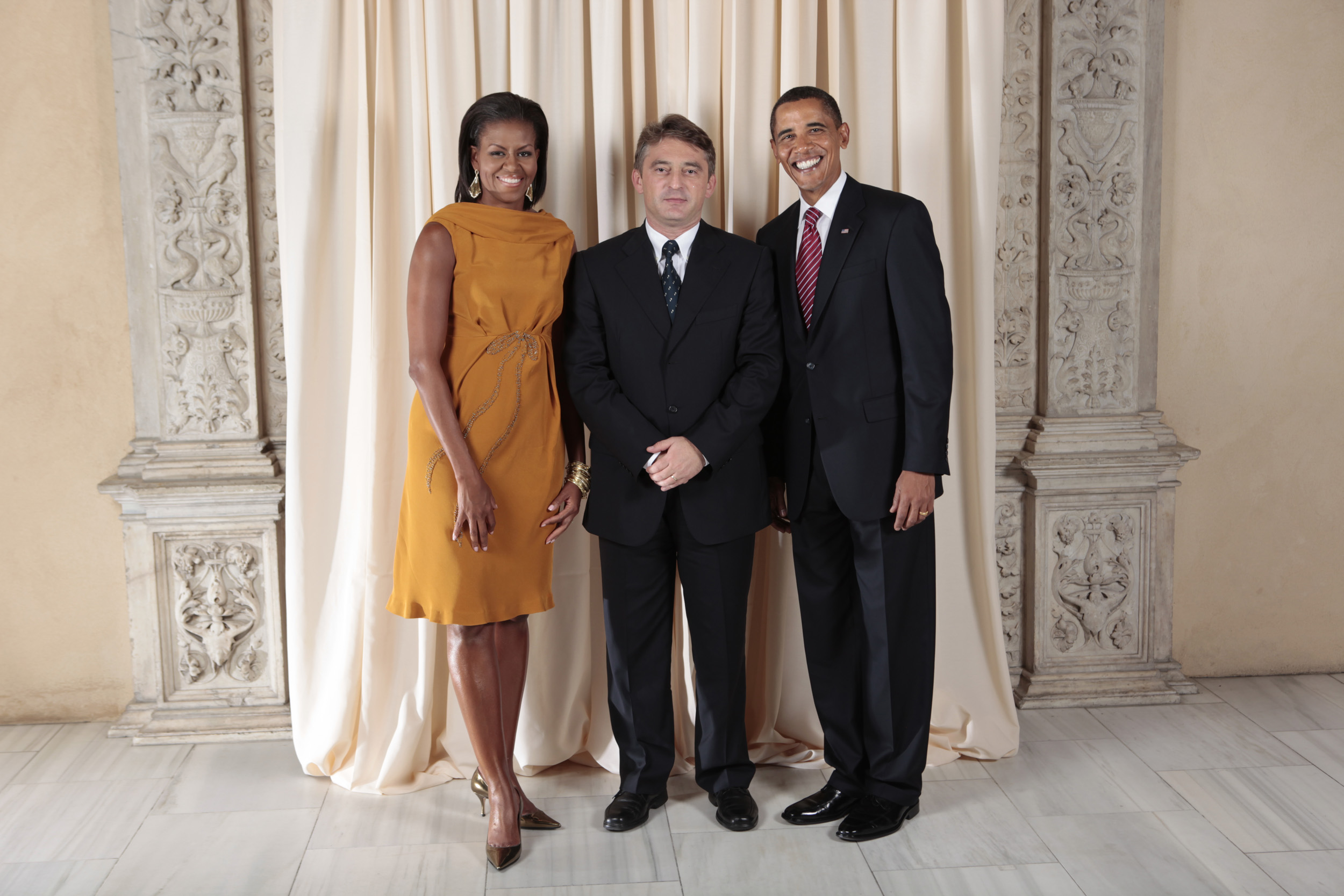
Željko Komšić z prezydentem USA Barackiem Obamą i Michelle Obamą (23 września 2009)

Željko Komšić (wym. [ʒɛlʲkɔ komʃitɕ]; ur. 20 stycznia 1964 w Sarajewie) – bośniacki polityk narodowości chorwackiej. Członek Prezydium Bośni i Hercegowiny od 6 listopada 2006 do 17 listopada 2014 i ponownie od 17 listopada 2018 i jej ośmiokrotny przewodniczący: od 6 lipca 2007 do 6 marca 2008, od 6 lipca 2009 do 6 marca 2010, od 10 lipca 2011 do 10 marca 2012, od 10 lipca 2013 do 10 marca 2014 roku oraz od 20 lipca 2019 do 20 marca 2020, od 20 lipca 2021 do 20 marca 2022, od 16 lipca 2023 do 16 marca 2024 i od 16 lipca 2025.

## Młodość i wojna
Željko Komšić urodził się w 1964 w Sarajewie. Ukończył prawo na Uniwersytecie w Sarajewie, a następnie School of Foreign Service Uniwersytetu Georgetown.
Podczas wojny na Bałkanach służył w Armii Republiki Bośni i Hercegowiny, uzyskując w 1995 Złotą Lilię – najwyższe odznaczenie militarne przyznawane przez bośniacki rząd.

## Kariera polityczna
Po zakończeniu wojny w 1995, zaangażował się w życie polityczne jako członek Partii Socjaldemokratycznej Bośni i Hercegowiny. W latach 2000–2001 oraz 2004–2006 był przewodniczącym miejskiego zarządu jednej z dzielnic Sarajewa, Novo Sarajevo.
Po dojściu do władzy socjaldemokratycznej koalicji Sojusz na rzecz Demokratycznych Zmian, objął w 2001 urząd ambasadora Republiki Bośni i Hercegowiny w Republice Federalnej Jugosławii. Z funkcji ustąpił w 2002, gdy Partia Socjaldemokratyczna znalazła się w opozycji. Z wykształcenia prawnik, jest jednym z trzech wiceprzewodniczących Partii Socjaldemokratycznej.

### Wybory 2006
Željko Komšić był kandydatem Partii Socjaldemokratycznej na urząd (chorwackiego) członka Prezydium Republiki Bośni i Hercegowiny. W wyborach 1 października 2006 uzyskał 41% głosów poparcia, pokonując Ivo Miro Jovicia (25%), Božo Ljubicia (18%) i Mladena Ivankovicia-Lijanovicia (9%). Mandat członka Prezydium objął 6 listopada 2006.
Dwukrotnie sprawował funkcję Przewodniczącego Prezydium Republiki Bośni i Hercegowiny. Po raz pierwszy od 6 lipca 2007 do 6 marca 2008 oraz ponownie od 6 lipca 2009 do 6 marca 2010.

### Wybory 2010
W październiku 2010 wziął po raz drugi udział w wyborach na urząd członka Prezydium. W wyborach z 3 października odniósł zwycięstwo, zdobywając 60,6% głosów i pokonując Borjanę Krišto (19,7% głosów). 10 listopada 2010 został zaprzysiężony na drugą kadencję członka Prezydium. 10 lipca 2011 objął przewodnictwo w Prezydium, które sprawował do 10 marca 2012.

### Wybory 2018
7 października 2018 po raz trzeci wybrany w skład Prezydium Bośni i Hercegowiny. Od 20 lipca 2019 do 20 marca 2020 przewodniczący Prezydium.

### Wybory 2022
W 2022 po raz czwarty znalazł się w składzie  Prezydium Bośni i Hercegowiny, wraz z Denisem Bećirovićiem i Željką Cvijanović.